# عضاض شائع
عضاض شائع (الاسم العلمي:  Dentex dentex) هو نوع من أنواع الأسماك التي تنتمي لفصيلة أسبورية. يعرف أيضا بالأسماء المتداولة له في العالم العربي: عضاض، دنديق، بصاص، دندشي، دانتي، قطوس، صابيا.

## علم أصول الكلمات
الاسم اللاتيني لهذا الجنس من الأسماك والأنواع التي تنتمي له هو Dentex الذي له صلة بكلمة dentēs التي تعني «الأسنان».

## الوصف
يمكن أن يصل طول أسماك العضاض الشائع البالغة إلى حوالي 1 متر (3 قدم)، ويمكن أن يصل وزنها لحوالي 16 كيلوغرام (35 رطل). الجسم بيضاوي الشكل ومضغوط (متكثف على بعضه). تكون الأسنان متطورة للغاية في كل فك. تمتلك أسماك العضاض على 11 شوكة ظهرية: 11-12 شعاعًا ظهريًا ناعمًا. 3 أشواك شرجية: و7-9 أشعة شرجية ناعمة. لون الأسماك البالغة من هذا النوع هو أزرق-رمادي، بينما يكون لون الأسماك الصغيرة مختلف قليلاً، بني-أزرق مع زعانف زرقاء.

## علم الأحياء
تعتبر أسماك العضاض الشائع مفترس نشط، وتتغذى على الأسماك الأخرى، الرخويات ورأسيات القدم. تعيش وتتواجد هذه الأسماك بشكل انفرادي في معظم أوقات السنة، ولكن أثناء فترة التكاثر تعيش في مجموعات لمدة بضعة أسابيع: أسماك العضاض الشائع التي تكون كاملة النمو وبالغة، تبقى معًا لمدة أسبوعين إلى ثلاثة أسابيع فقط خلال فصل الربيع، في الماء الدافئ بالقرب من السطح.

## الموائل والتوزيع
أسماك العضاض هذه شائعة الوجود في البحر الأبيض المتوسط، ولكن يمكن أن تتواجد أيضًا في البحر الأسود وشرق المحيط الأطلسي؛ من الجزر البريطانية إلى موريتانيا، وأحيانًا حتى السنغال وجزر الكناري. تعيش هذه الأسماك عند الأعماق من النوع الرملي أو الصخري، التي يصل عمقها بضعة أمتار (أو بضعة أقدام) وحتى إلى حوالي 200 متر (700 قدم). 